# 逆鱼两极虫
逆鱼两极虫（学名：Myxidium acanthobramae）为两极科两极虫属的动物。在中国，分布于湖北等，营寄生生活，寄生在逆鱼的胆囊。